# Westbury (Wiltshire)
Westbury è una cittadina di 11 135 abitanti della contea del Wiltshire, in Inghilterra.